# ピンボール・ドライブ
ピンボール・ドライブは近藤陽一郎、中村サトシ、岡本貴也で構成される、日本のロックバンド。英語表記は「Pinball Drive」。

## 概要
もともとは三宿（岡本と近藤）や渋谷（二人と中村）のバーで知り合った飲み仲間。近藤はそれまでストリートで唄っていた。主な活動拠点は東京都と近藤の出身地である新潟県長岡市。都電荒川線の車両を借り切っての電車ライブや、ライブツアーのバス内や東京駅でのライブなど、独自のライブ企画もよく行っていた。
ファッションブランドPAPATTOとのコラボレーションなど、精力的な活動を行っていた。
彼らのPVはすべてメンバーの岡本が監督している。
2005年9月14日、Debut mini ALBUM 「and ROLL」発売。
収録曲「誕生日」が『グッピー』（読売テレビ系列）のエンディングテーマに抜擢。
2006年7月19日、1st full album「ビーム」発売。
「最初の花」が、CMソングに抜擢。また全国コミュニティFMネット『ワタシたち恋したい』エンディングテーマにも。
2007年3月、1st single「PAPATTO」発表。ファッションブランドとのコラボレーション。
2008年6月13日、3rd album「Triday」発売。
2008年11月15日、新宿MARZワンマンライブにて活動休止。
2013年11月24日、長岡音楽食堂【音楽食堂10周年 special thanks FINAL】一夜限りの復活。

## メンバー
- ボーカル&アコースティックギター　近藤陽一郎　1976年7月14日、新潟県長岡市出身。妹はフリーアナウンサーの近藤麻智子[1]
- ギター&コーラス　中村サトシ　1976年10月20日、茨城県つくば市出身。
- ギター&パーカッション 岡本貴也　1972年6月18日、兵庫県神戸市出身。

## 準メンバー
- ベース　門馬俊明
- ドラム　松本展知

## 出演番組

### テレビ出演
- 2002年5月 テレビ埼玉「HOT WAVE～道玄坂ライブパーク」
- 2002年9月 テレビ埼玉「HOT WAVE～SUPERライブパーク」
- 2007年2月27日 NHK新潟放送局「ゆうどきネットワーク新潟」
- 2007年6月17日 NHK教育テレビ「ビジネス未来人」
- 2007年8月19日 テレビ神奈川「YOKOHAMA MUSIC EXPLORER」

### ラジオ
- 2007年4月 - FMながおか「PAPATTO Radio!?」（隔週金曜日19:30～）

## 作品

### CD
- 2005年9月「and ROLL」(MS Record)
- 2006年7月「ビーム」(MS Record)
- 2006年11月「Acoustic Express」(MS Record)

### LIVE

#### 2007年
- 1月26日 【MOON LIGHT EXPRESS!!】1号（新宿MARZ）
- 2月25日 【MOON LIGHT EXPRESS!!】2号（長岡音楽食堂）
- 3月16日 【MOON LIGHT EXPRESS!!】3号（新宿MARZ）
- 3月21日 東京駅構内イベントスペースBREAK
- 4月16日 四谷天窓（高田馬場）
- 4月22日 【MOON LIGHT EXPRESS!!】4号（長岡音楽食堂）
- 4月29日 「HEADGOONIE NIGHT vol3」（恵比寿MILK）
- 5月04日 「FM-NIIGATA BANDAICITY MUSIC FES. GOLDEN WEEK EDITION」（万代シテイパーク）
- 5月06日 ミニライブ（銚子アドベンチャーギャレー牢屋内）
- 5月07日 恵比寿天窓switch
- 5月10日 レーベル引越しミニライブ（新丸ビル）
- 5月11日 吉祥寺で逢いましょう。 Vol.23（吉祥寺planet K）
- 5月19日 柏崎風の陣　ヤングパフォーマンスバトル（柏崎海浜公園）
- 5月19日 長岡・キャラメルママ
- 5月25日 【MOON LIGHT EXPRESS!!】5号（新宿MARZ）
- 6月08日 SHIBUYA LUSH
- 6月19日 新宿HEAD POWER
- 7月07日 「LIVE BIGFISH ver.3　777」（渋谷セブンスフロア）
- 7月21日 東京駅構内イベントスペースBREAK
- 7月27日 【MOON LIGHT EXPRESS!!】6号（新宿MARZ）
- 8月26日 長岡音楽食堂
- 9月28日 【MOON LIGHT EXPRESS!!】7号（新宿MARZ）
- 11月23日 【MOON LIGHT EXPRESS!!】8号（新宿MARZ）